# Mocarze
Mocarze – wieś w Polsce, położona w województwie podlaskim, w powiecie łomżyńskim, w gminie Jedwabne. Leży nad Biebrzą.
W latach 1975–1998 wieś administracyjnie należała do województwa łomżyńskiego.
Wierni kościoła rzymskokatolickiego należą do parafii Trójcy Przenajświętszej w Burzynie.

## Integralne części wsi
| SIMC    | Nazwa    | Rodzaj    |
| ------- | -------- | --------- |
| 0398310 | Budne    | część wsi |
| 0398327 | Dziubele | część wsi |

## Historia
W czasach zaborów w granicach Imperium Rosyjskiego. Dawniej dwie wsie – Mocarze-Budne i Mocarze-Dziubiele. W latach 1921–1939 obie wsie leżały w województwie białostockim, w powiecie kolneńskim, w gminie Jedwabne.
Według Powszechnego Spisu Ludności z 1921 roku zamieszkiwało:
- Mocarze-Budne – 163 osoby w 24 budynkach.
- Mocarze-Dziubiele – 210 osób w 36 budynkach[8].

Miejscowości należały do parafii rzymskokatolickiej w m. Burzyn. Podlegała pod Sąd Grodzki w Stawiskach i Okręgowy w Łomży; właściwy urząd pocztowy mieścił się w Jedwabnem.
W wyniku napaści ZSRR na Polskę we wrześniu 1939 miejscowość znalazła się pod okupacją sowiecką. 2 listopada została włączona do Białoruskiej SRR. 4 grudnia 1939 włączona do nowo utworzonego obwodu białostockiego. Od czerwca 1941 roku pod okupacją niemiecką. 22 lipca 1941 r. włączona w skład okręgu białostockiego III Rzeszy.